# Dorohedoro
Dorohedoro (ドロヘドロ?) es una serie de manga escrita e ilustrada por Q Hayashida. Fue serializada inicialmente en la revista seinen Gekkan Ikki entre 2000 y 2014, en Hibana entre 2015 y 2017 y en Gekkan Shōnen Sunday desde noviembre de 2017 hasta su finalización en septiembre de 2018.
Los capítulos individuales fueron recopilados por Shōgakukan en 23 volúmenes tankōbon hasta noviembre de 2018. El manga fue licenciado para España por ECC Cómics, quien publicó el primer tomo en español el 23 de enero de 2018.
Una adaptación al anime producida por el estudio MAPPA fue estrenada el 12 de enero de 2020. El 18 de junio se estrenaron 6 episodios OVA titulados "Ma no Omake".
Desde el 28 de mayo de 2020 está disponible a nivel internacional en Netflix. La plataforma estrenó la serie con doblaje latino el 27 de junio.

## Sinopsis
La trama se centra en Kaiman, un chico que no recuerda quien era después de haber sido transformado por un hechicero. Esta transformación le dejó con la cabeza de un reptil y un deseo de descubrir la verdad sobre quién es realmente. Acompañado de Nikaido, su compañera, rastrea a los usuarios de la magia en The Hole tratando de averiguar quién fue el que lo puso en este estado. Uno por uno, son testigos de un segundo hombre dentro de la cabeza de Caimán, y después de retirar la cabeza siempre se hace la misma pregunta… “¿Que dijo el hombre de dentro de mi cabeza?”

## Personajes

### Residentes deHole
Caimán (カイマン Kaiman?)
 Seiyū: Wataru Takagi, Miguel Ángel Ruiz (español latino)
El protagonista de la serie. Caimán es víctima de un ataque mágico que lo ha dejado con la cabeza de un reptil y sin memoria de su identidad original. Trabaja con su amiga Nikaidō para perseguir a los hechiceros que ingresan a Hole, esperando encontrar al que le lanzó el hechizo y matarlo para anularlo. Al morder las cabezas de los hechiceros, una presencia misteriosa que vive en su boca se comunica con el hechicero desconcertado, indicando si es o no el indicado. Caimán luego los escupe y le pide al hechicero que le repita la información. Esta es su única pista para encontrar su identidad original. La inmunidad de Caimán a la magia y formidables habilidades con los cuchillos lo hacen increíblemente hábil para luchar contra los hechiceros. También tiene la capacidad de regenerar su cabeza. Cuando no está peleando, a Caimán le encanta comer gyozas y con frecuencia envía al restaurante de Nikaidō, el Hungry Bug, hacia la ruina financiera debido a su renuencia a pagar la cuenta. Si bien su imponente figura asusta a algunos, generalmente es muy querido en Hole. Al comienzo de la serie, trabaja a tiempo parcial en un hospital para el tratamiento de víctimas mágicas.
Nikaidō (二階堂 Nikaidō?)
 Seiyū: Reina Kondō, Gabriela Ortiz (español latino)
La mejor amiga de Caimán y la propietaria de Hungry Bug, un restaurante de gyozas en Hole. Encontró a Caimán después de su transformación inicial y lo ayuda a cazar hechiceros con la esperanza de devolverle sus recuerdos y su rostro. Ella es secretamente una bruja, y la única hechicera conocida capaz de manipular el tiempo. No dispuesta a usar su magia debido a un incidente en su juventud, huyó a Hole a una edad temprana y ha residido allí desde entonces. A pesar de esto, ella tiene contactos poderosos en el mundo de los hechiceros, a saber, un demonio llamado Asu que alguna vez fue un amigo de la infancia. Nikaidō es una luchadora increíblemente hábil a pesar de no usar magia, por lo general utiliza poderosas patadas y acrobacias para deshabilitar a los enemigos.
Profesor Kasukabe/Haze (カスカベ博士 Kasukabe hakase?)
 Seiyū: Mitsuhiro Ichiki, Eduardo Martínez (español latino)
Un científico loco obsesionado con los hechiceros a los que ha estudiado atentamente durante décadas. Caimán y Nikaidō se le acercan para usar su puerta artificial al Mundo de los Hechiceros. Aunque tiene 60 años de edad, se ve increíblemente joven debido a la magia lanzada sobre él por su esposa, una bruja llamada Haru, que posteriormente se convirtió en demonio. Se lo ve con frecuencia con su compañero, Johnson. Kasukabe es uno de los únicos personajes que recuerda a Ai Coleman y jugó un papel fundamental en la historia de Caimán.
Johnson (ジョンソン Jonson?)
 Seiyū: Ryōhei Kimura, Miguel Ángel Leal (español latino)
Una cucaracha gigante que vive en las alcantarillas de Hole que fue mutada por el humo residual en el agua contaminada de Hole. Johnson originalmente pertenecía a otro residente de la ciudad que estaba cazando víctimas mágicas, pero luego es adoptado por el profesor Kasukabe y rara vez se aleja de él. Kasukabe puede controlar a Johnson usando frecuencias especializadas e incluso puede hacerlo hablar, aunque solo es capaz de decir «shocking!» (ショッキング?  lit. «impactante»).
Vaux (バウクス Baukusu?)
 Seiyū: Hisao Egawa, Óscar Rangel (español latino)
El superior de Caimán y el director del Hospital Central. Es un buen amigo del cabeza de reptil y de Nikaidō, pero también un excompañero del profesor Kasukabe. Los cuatro son parte de los Worms, un grupo de béisbol en Hole. Champignator lo transforma en un hongo mientras intenta proteger a Nikaidō, aunque fue curado por la magia de Noi como agradecimiento ya que él y el profesor Kasukabe le salvaron la vida a un joven Shin años atrás.
13 (サーティーン Sātīn?)
 Seiyū: Yūki Kaji, Arturo Cataño (español latino)
Un residente de Hole, cliente habitual de Hungry Bug y parece interesado en Nikaidō, no escatima en cumplidos y avances discretos. Participa en el juego de béisbol de la ciudad con el único propósito de ganar puntos a los ojos de Nikaido.

### Familia de En
En (煙?)
 Seiyū: Kenyu Horiuchi, Andrés García (español latino)
Se muestra que En es el jefe corporativo de una empresa que vende productos a base de hongos, que van desde alimentos, armamento, psicodélicos y viviendas. Se ha demostrado que es un hombre que tiene un gran grupo expansivo de lacayos, y es el jefe de Noi y Shin. Lleva una máscara que le cubre la boca de forma similar a la máscara de un cirujano, y su humo puede convertir a las personas y los objetos en hongos. También le gustan mucho los champiñones, tanto que le da un tema a cada producto que vende a base de ellos, y tiende a comer solo hongos.
En muestra una arrogancia inigualable, ya que es un monstruo en el combate cuerpo a cuerpo, similar a Shin y Noi, pero su magia es probablemente la más poderosa que existe. La cantidad de humo que puede producir es fenomenal y su magia mutagénica es extremadamente versátil. También puede sobrevivir absorbiendo solo hongos y no disfruta de ningún otro alimento. Su más demoledor hazaña es sin duda un accidente de setas de la muerte durante la cual transformó por completo la ciudad de Mastema, y sus habitantes, en setas.
Shin (心?) & Noi (能井?)
 Seiyū: Yoshimasa Hosoya (Shin), Alfredo Gabriel Basurto (español latino)
 Seiyū: Yū Kobayashi (Noi), Erika Ugalde (español latino)
Shin y Noi son los ejecutores de En. Como socios, se muestran comúnmente compitiendo entre sí mientras están en un trabajo, haciendo apuestas sobre quién puede matar a más personas o matar a una persona más rápido.
Shin es uno de los luchadores más poderosos. Lucha con un martillo como arma y su humo mágico que corta a las víctimas sin matarlas. La máscara de Shin tiene la forma de un corazón humano, aunque generalmente la usa al revés. Sin la máscara, es rubio con ojos azules y usa anteojos. Suele llevar un traje con una camisa blanca y zapatillas deportivas.
Noi es una limpiadora poderosa para la organización de En y también es la prima de En. Ella es muy musculosa y alta con el cabello rubio pálido o blanco, y sus ojos parecen rojos. Su humo cura casi cualquier lesión, salvo la muerte real. Ella es muy cariñosa con Shin, a quien llama sempai. La máscara de Noi es muy detallada, azul oscuro y aparentemente vinílica.
Fujita (藤田?)
 Seiyū: Kengo Takanashi, Alfredo Leal (español latino)
Fujita es un mago del nivel más bajo que inexplicablemente trabaja para la familia de En. Su compañero fue asesinado por Caimán y se le asigna buscar al hechicero que transformó a Caimán en reptil. Un poco de investigación revela un especialista en transformación de reptiles, Ebisu. Fujita recuerda haberla visto cuando estaba en Hole, y logra localizarla y salvarla justo cuando ella está atrapada en las fauces de Caimán. El incidente deja a Ebisu traumatizada y Fujita la cuida mientras espera que regrese su memoria. Su magia le permite darle a su humo una velocidad muy alta, usándolo como balas. Usa un sombrero de cazador y una máscara Tengu.
Ebisu (恵比寿?)
 Seiyū: Miyu Tomita, Lupita Leal (español latino)
Ebisu es una mujer joven y de aspecto extraño que usa una máscara con forma de calavera. Se escapó de casa, probablemente en un período de rebelión, y después del ataque de Caimán vive en la villa de En. Después de este incidente, se muestra perseguida por pesadillas y se ha vuelto un poco loca y es evidente que su trauma en la cabeza causó algún daño cerebral, como se ve en su comportamiento repentinamente excéntrico. Su magia es transformarse a sí misma y a los demás en reptiles, pero debido a la ingesta frecuente de polvo negro, su magia a menudo se vuelve inestable.
Kikurage (キクラゲ?)
 Seiyū: Mayu Udono, Denisse Aragón (español latino)
Es un pequeño demonio, con la apariencia de un perro y con un poder extremadamente raro, ya que puede resucitar a los muertos, o más bien, revivir el tumor (similar a un pequeño demonio), fuente de la magia y vida que todos los magos tiene en su cerebro. A diferencia de otros magos, el humo de Kikurage es blanco.
Turkey (ターキー Tākī?)
 Seiyū: Shin-ichiro Miki, Javier Olguín (español latino)
Turkey es una maga cocinera y su máscara parece un pavo asado. Su poder consiste en crear un clon de una persona. El clon es solo una muñeca sin voluntad propia, pero tiene la particularidad de moverse automáticamente hacia la persona de la cual es el doble, ya sea que esta persona esté viva o muerta. El clon proviene de una receta de cocina a la que se le ha agregado humo. En un principio Turkey es presentada como hombre pero más tarde se revela que ha estado usando magia transformativa para así ser mujer
Chōta (鳥太?)
 Seiyū: Anri Katsu, Alan Fernando Velázquez (español latino)
Chōta es un mago de élite, uno de los grandes ejecutivos de la familia de En. Se presenta como el compañero de En, aunque En lo niega en cada ocasión. El poder de Chōta es tan poderoso que En prefiere mantenerlo bajo su protección a pesar de su aparente aversión al personaje. Chōta es capaz de cancelar cualquier poder o maldición, incluso si las condiciones para activar su poder son bastante largas y estúpidas. Intenta perpetuamente decidir que En vuelva a ser su compañero, mediante las estrategias más ridículas posibles, siempre fallando, pero nunca desanimándose.
Matsumura (松村?)
 Seiyū: Tōru Nara, Diego Becerril (español latino)
El compañero de Fujita, en el primer capítulo es eliminado por Caimán. Antes de morir tiene éxito en abrir una puerta que permite el escape de Fujita. Su humo le permitía subir la temperatura de líquidos al tocarlos, pero casi con certeza es un mago del nivel más bajo. El profesor Kasukabe lo vuelve a armar y lo zombifica para usarlo como jugador de béisbol. Es rescatado por Fujita durante el partido y llevado al mundo de los hechiceros, pero su cabeza es aplastada por Ebisu transformada en reptil, por lo tanto, se hace imposible resucitarlo.

### Ojos cruzados
Los ojos cruzados (十字目 Jūji-me?) son un grupo de hechiceros mediocres, cuya magia es inútil o no pueden producir suficiente humo. Su ocupación principal es la producción y el comercio de una droga llamada «polvo negro», que aumenta enormemente la producción de humo pero es adictiva. Los ojos cruzados también son luchadores hábiles, y gracias a los estudios de su Jefe pueden golpear a los hechiceros en los puntos críticos que regulan la producción y expulsión de humo.
Kai (壊?)
El jefe de los ojos cruzados, un personaje extremadamente temido en el mundo de los hechiceros. Se encontró con En una vez, quien se salvó de milagro. Su mera presencia hace que los magos se debiliten de manera similar a la causada por la lluvia en Hole. Tiene tres personalidades, la del jefe de los ojos cruzados, o la del mago artificial llamado Ai Coleman, la de Aikawa, amigo de Risu y estudiante en la escuela para brujos fracasados y, en el período en el que está bajo el efecto de la maldición de Risu y la magia de Ebisu, la de Caimán, que parece perderse una vez recupera las características humanas. Gracias a su conocimiento del cuerpo de los hechiceros, parece ser capaz de implantar neoplasia de otros magos para usar su magia, es capaz de usar el humo de En tras absorber su tumor.
Risu (栗鼠?)
 Seiyū: Songdo, Irwin Daayán (español latino)
Es la identidad del hombre cuyo espíritu aparece en la boca de Caimán. Era un compañero de escuela para brujos fracasados y amigo de Aikawa, una de las personalidades de Caimán. Después de ser asesinado por el jefe de los ojos cruzados (otra de las personalidades de Caimán), su magia desencadena una maldición sobre él. Es devuelto a la vida y regenerado por En y se reúne con su magia tras la muerte de Ebisu, pudiendo usar su magia a voluntad, transformándose en Maldición, un ser extremadamente poderoso.
Dokuga (毒蛾?)
Miembro del séquito del jefe, increíblemente ágil, su saliva es una especie de veneno mortal que arde al contacto. Sus ojos no tienen pupilas, y los iris están llenos de grietas. Su máscara tiene la forma de una cabeza de polilla, y a veces usa un traje completo con alas.
Tetsujo (鉄条?)
Miembro del séquito del jefe, experto espadachín, usa un casco de samurái y lucha con una katana.
Saji (佐治?)
Miembro del séquito del jefe, un hombre alto que siempre usa un abrigo oscuro. Tiene el pelo largo y negro en todas las direcciones y perilla. Es bastante bueno en el bordado.
Ton (豚?)
Miembro del séquito del jefe, perpetuamente hambriento y con una expresión amable y poco despierta. Es muy hábil lanzando cuchillos. Su máscara es la cabeza de un cerdo.
Ushishimada (牛島田?)
Miembro del séquito del jefe, en posesión de una fuerza hercúlea. Se ve obligado a sufrir los avances de la casera donde vive junto con los otros miembros del séquito. Su máscara es una cabeza de cerdo con varios anillos en la nariz.

### Demonios
Chidaruma (チダルマ?)
 Seiyū: Shigeru Chiba
El líder de los demonios, el más poderoso entre ellos, el gobernante omnipotente del Infierno y el creador de los hechiceros. Es amigo de En y con su magia firma los contratos de elección de pareja entre los hechiceros durante la noche azul. Es un demonio caprichoso y voluble, y uno de los personajes más tontos de la serie, a menudo realizando bromas ridículas y frívolas simplemente para sofocar su aburrimiento. En el pasado, aburrido de una vida monótona, promovió a los hechiceros más fuertes a demonios.
Haru (ハル?)
Cuando era bruja, era la esposa de Haze (profesor Kasukabe). Desde que se convirtió en demonio, ha tenido una manía por cantar canciones absurdas usando su cola como micrófono. Su voz hiere a todos los que la escuchan. También está obsesionada con los monólogos cómicos, su ocupación principal es insertar frases horribles en las canciones de amor de otras personas. A menudo deja su cuerpo demoníaco para sorprender a la gente, pero tiende a quedarse fuera demasiado tiempo. En su forma de demonio lleva una chaqueta negra brillante con capucha y una bufanda a rayas, tiene cuernos de reno, patas de cabra y dedos con garras.

### Otros
Tanba (丹波?)
 Seiyū: Tetsu Inada
El propietario de un restaurante de empanadas de carne en el Mundo de los Hechiceros y el jefe de Caimán durante un tiempo. Por lo general, es bastante agresivo, pero es muy atento con sus empleados. Se ve salvaje, tiene dientes muy afilados y es increíblemente fuerte. Su máscara tiene una apariencia vagamente de oso, con manchas negras alrededor de los ojos.
Asu (アス?)/Kawajiri (川尻?)
 Seiyū: Hozumi Gōda
Es el hermano adoptivo de Nikaidō y Yakumo, parece muy apegado a sus hermanas pequeñas, tanto que el sentimiento continúa incluso una vez que se convierte en demonio. Sin embargo, debido a los efectos de la magia de tiempo de Nikaidō, en realidad nunca conoce a Yakumo, y conocerá a Nikaidō solo más tarde, cuando esto lo ayudará durante su examen a demonio. Con su humo puede teletransportarse a sí mismo y a otros a donde quiera, también tiene habilidades de clarividencia, por lo que es potencialmente capaz de moverse a cualquier parte. Luego de pasar el examen se convirtió en un demonio llamado Asu. Da una mano a Nikaidō en varias ocasiones y debido a eso es degradado de su estatus de demonio por Chidaruma.
Fukuyama (福山?)
 Seiyū: Takuma Terashima
Un camarero en el restaurante Tanba. Su magia consiste, mediante el uso de un cetro especial, en transformar cualquier objeto o ser vivo en un pastel de carne. Su máscara es un pasamontañas de lana simple.

## Contenido de la obra

### Manga
Dorohedoro se serializó en la revista Gekkan Ikki de Shōgakukan desde el 2000, pero la revista dejó de publicarse en 2014 y se trasladó a Hibana en 2015. Sin embargo, después del cese de Hibana en agosto de 2017, la serie se mudó a la revista Monthly Shōnen Sunday el 11 de noviembre de 2017. El manga finalizó en septiembre de 2018 con su capítulo #167. Shōgakukan compiló los capítulos individuales en 23 volúmenes tankōbon hasta noviembre de 2018.

#### Lista de volúmenes
| N.º | Fecha de lanzamiento     | ISBN original      | Fecha de lanzamiento en español | ISBN en español    |
| --- | ------------------------ | ------------------ | ------------------------------- | ------------------ |
| 01  | 30 de enero de 2002      | ISBN 4091882714    | 30 de enero de 2018             | ISBN 9788417316471 |
| 02  | 30 de septiembre de 2002 | ISBN 4091882722    | 6 de febrero de 2018            | ISBN 9788417354299 |
| 03  | 30 de junio de 2003      | ISBN 4091882730    | 20 de marzo de 2018             | ISBN 9788417401245 |
| 04  | 30 de enero de 2004      | ISBN 4091882749    | 17 de abril de 2018             | ISBN 9788417441081 |
| 05  | 30 de agosto de 2004     | ISBN 4091882757    | 8 de mayo de 2018               | ISBN 9788417441562 |
| 06  | 28 de febrero de 2005    | ISBN 4091882765    | 12 de junio de 2018             | ISBN 9788417480233 |
| 07  | 28 de octubre de 2005    | ISBN 4091882773    | 10 de julio de 2018             | ISBN 9788417509330 |
| 08  | 30 de mayo de 2006       | ISBN 4091882781    | 7 de agosto de 2018             | ISBN 9788417531904 |
| 09  | 30 de enero de 2007      | ISBN 9784091882790 | 14 de septiembre de 2018        | ISBN 9788417549497 |
| 10  | 30 de julio de 2007      | ISBN 9784091882806 | 13 de noviembre de 2018         | ISBN 9788417644925 |
| 11  | 29 de febrero de 2008    | ISBN 9784091882837 | 29 de octubre de 2019           | ISBN 9788418043093 |
| 12  | 30 de septiembre de 2008 | ISBN 9784091882844 | 11 de diciembre de 2019         | ISBN 9788418094217 |
| 13  | 29 de mayo de 2009       | ISBN 9784091882851 | 18 de febrero de 2020           | ISBN 9788418120787 |
| 14  | 29 de enero de 2010      | ISBN 9784091882868 | 7 de abril de 2020              | ISBN 9788418225161 |
| 15  | 30 de noviembre de 2010  | ISBN 9784091882875 | –                               | –                  |
| 16  | 28 de octubre de 2011    | ISBN 9784091882882 | –                               | –                  |
| 17  | 28 de septiembre de 2012 | ISBN 9784091886057 | –                               | –                  |
| 18  | 28 de junio de 2013      | ISBN 9784091886255 | –                               | –                  |
| 19  | 30 de junio de 2014      | ISBN 9784091886569 | –                               | –                  |
| 20  | 30 de septiembre de 2015 | ISBN 9784091886842 | –                               | –                  |
| 21  | 30 de septiembre de 2016 | ISBN 9784091886897 | –                               | –                  |
| 22  | 30 de junio de 2017      | ISBN 9784091886927 | –                               | –                  |
| 23  | 12 de noviembre de 2018  | ISBN 9784091886934 | –                               | –                  |

### Anime
La adaptación al anime fue anunciada en la edición de noviembre de 2018 de la revista Gekkan Shōnen Sunday de Shōgakukan publicada el 12 de diciembre de 2018. La serie es producida por MAPPA y dirigida por Yūichirō Hayashi, con guiones de Hiroshi Seko, diseño de personajes de Tomohiro Kishi y música de (K)NoW_NAME. Fue estrenada el 12 de enero de 2020 en Tokyo MX. El tema de apertura es Welcome to Chaos (Welcome トゥ 混沌?) y los temas de cierre son Who am I ?, Night SURFING D.D.D.D. ,Strange Meat Pie y SECONDs FLY realizados por (K)NoW_NAME.
Cuenta con 12 episodios y seis OVAs, titulados "Ma no Omake", que se incluyeron con el segundo lanzamiento en Blu-ray de la serie.
El 27 de mayo de 2020, Netflix anunció que la serie recibió un doblaje en español latino, la cual se estrenó el 28 de mayo.
El 9 de enero de 2024 se anunció una secuela. Más tarde se reveló que la secuela sería una segunda temporada, que volverá a estar producida por MAPPA y dirigida por Yūichirō Hayashi. Se estrenará en 2025.

## Animación
Dorohedoro ha sido la primera animación con personajes 3DCG dentro de la compañía MAPPA. El equipo de producción tuvo como director a Yūichirō Hayashi, de la composición se encargó Hiroshi Seko y Shinji Kimura de los escenarios y fondos. El que pensó que sería relevante para la obra hacerla con 3DCG fue Yusuke Tannawa, el diseñador de pantalla y parte de la producción creativa. El director de 3DCG fue Ikuki Nomoto. Para llevar a cabo este nuevo tipo de proyecto, unieron fuerzas con empresas colaboradoras.
Dorohedoro es un híbrido que no es ni 3DCG completo ni dibujo completo. Para mezclar estos diferentes estilos, se decidió binarizar todos los datos y manejarlos sin antialiasing. Se utilizó el programa 3ds Max para generar datos de dibujo de líneas, texturas, colores, sombras, reflejos y varios materiales. Su meta era que la textura pudiera encajar en este formato híbrido. También se usó para el modelado de los personajes.
Con Substance Painter, Tomohiro Kishi, el diseñador de los personajes, podía hacer correcciones a la imagen de prueba, dibujada y renderizada hecho también con Substance Painter, y después retroalimentarla a 3DCG. Con esto, la tarea de introducir texturas y hacer que el personaje tuviera diferentes tipos de vestuario, la hizo más fácil y eficiente. 
Al trabajar con otras empresas, surgió el problema de la sincronización de los labios, y para lo cual se formuló el “Mouth Pakuru” y se creó un modelo como "Character Animation Director Setting Collection", con el objetivo de estabilizar la calidad de la animación.
En el proceso final, se preparan los datos del número de serie del material CG al mismo tiempo que se obtienen otros recopilados de After Effects; entonces estos se unifican porque cada escena se pueda realizar con el método adecuado. Antes de enviar los datos, hay una selección que se realiza con una pre filmación como verificación del material.